# (49) Pales
(49) Pales es un asteroide que forma parte del cinturón de asteroides y fue descubierto por Hermann Mayer Salomon Goldschmidt el 19 de septiembre de 1857 desde París, Francia. Está nombrado por Pales, una diosa de la mitología romana.

## Características orbitales
Pales está situado a una distancia media de 3,094 ua del Sol, pudiendo alejarse hasta 3,798 ua y acercarse hasta 2,39 ua. Su inclinación orbital es 3,174° y la excentricidad 0,2275. Emplea 1988 días en completar una órbita alrededor del Sol.